# Venă facială comună
Vena facială se unește de obicei cu ramura anterioară a venei retromandibulare pentru a forma vena facială comună, care traversează artera carotidă externă și intră în vena jugulară internă într-un punct variabil sub osul hioid. 
De aproape de terminare, o ramură comunicantă se dezvoltă adesea pe marginea anterioară a mușchiul sternocleidomastoidian pentru a se alătura părții inferioare a venei jugulare anterioare. 
Vena facială comună nu este prezentă la toți indivizii. 